# Сторм, Джеймс
Джеймс Юджин «Джим» Сторм (англ. James Eugene "Jim" Storm; род. 2 февраля 1941, Сан-Диего, Калифорния) — американский гребец, выступавший за сборную США по академической гребле в 1960-х годах. Серебряный призёр летних Олимпийских игр в Токио, обладатель серебряной медали чемпионата мира, чемпион Панамериканских игр, победитель и призёр многих регат национального значения.

## Биография
Джеймс Сторм родился 2 февраля 1941 года в городе Сан-Диего, штат Калифорния.
Учился в Помона-колледже. Занимался академической греблей в гребном клубе в Сан-Диего.
Первого серьёзного успеха на взрослом международном уровне добился в сезоне 1964 года, когда вошёл в основной состав американской национальной сборной и благодаря череде удачных выступлений удостоился права защищать честь страны на летних Олимпийских играх в Токио. В программе парных двоек вместе с напарником Сеймором Кромуэллом пришёл к финишу вторым позади экипажа из Советского Союза — тем самым завоевал серебряную олимпийскую медаль.
После токийской Олимпиады Сторм остался в составе гребной команды США и продолжил принимать участие в крупнейших международных регатах. Так, в 1966 году он побывал на чемпионате мира в Бледе, откуда привёз награду серебряного достоинства, выигранную в зачёте парных двоек.
В 1967 году в парных двойках совместно с Джеймсом Дицем одержал победу на Панамериканских играх в Виннипеге.
В 1971 году окончил медицинскую школу Калифорнийского университета в Ирвайне и затем стал практикующим психиатром.